# 扬·杰安特
扬·杰安特（羅馬尼亞語：Ion Geantă，1959年9月12日—2019年7月2日），罗马尼亚男子皮划艇运动员。他曾代表罗马尼亚参加1980年和1984年夏季奥林匹克运动会皮划艇比赛，其中1980年奥运会获得一枚银牌。